# Acrolophozia
Acrolophozia là một chi rêu trong họ Gymnomitriaceae.